# Tipus Crewe (locomotora)

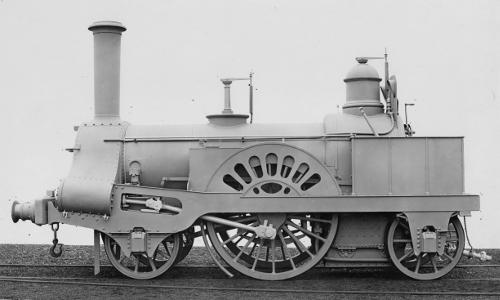
Locomotora tipus "Crewe" d'Allan, una LNWR 6ft 1-1-1 amb color gris fotogràfic, 1875

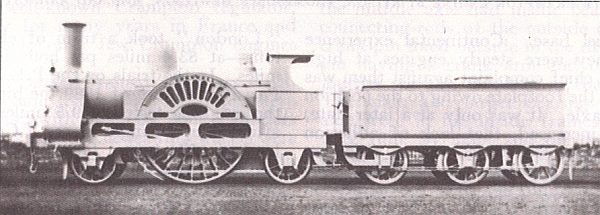
Locomotora Cornwall 1-1-1 tipus "Crewe" modificada el 1858

La coneguda com a locomotora tipus Crewe va ser una sèrie de dissenys de locomotores de vapor d' Alexander Allan i William Buddicom durant la dècada de 1840. Va ser àmpliament copiada, especialment a França.

## Història
Durant la dècada de 1840, Alexander Allan i William Buddicom, enginyers del Gran Junction Railway (GJR), van crear aquest disseny incorporant cilindres exteriors inclinats i un bastidor doble. Es va construir per combatre el freqüent trencament dels eixos motrius colzats dels dissenys contemporanis de locomotores de cilindres interiors. Els primers exemples van ser construïts per Buddicom a Chartreux per als Chemins de Fer de l'Ouest el 1844, on el tipus es va conèixer com "Le Buddicom".

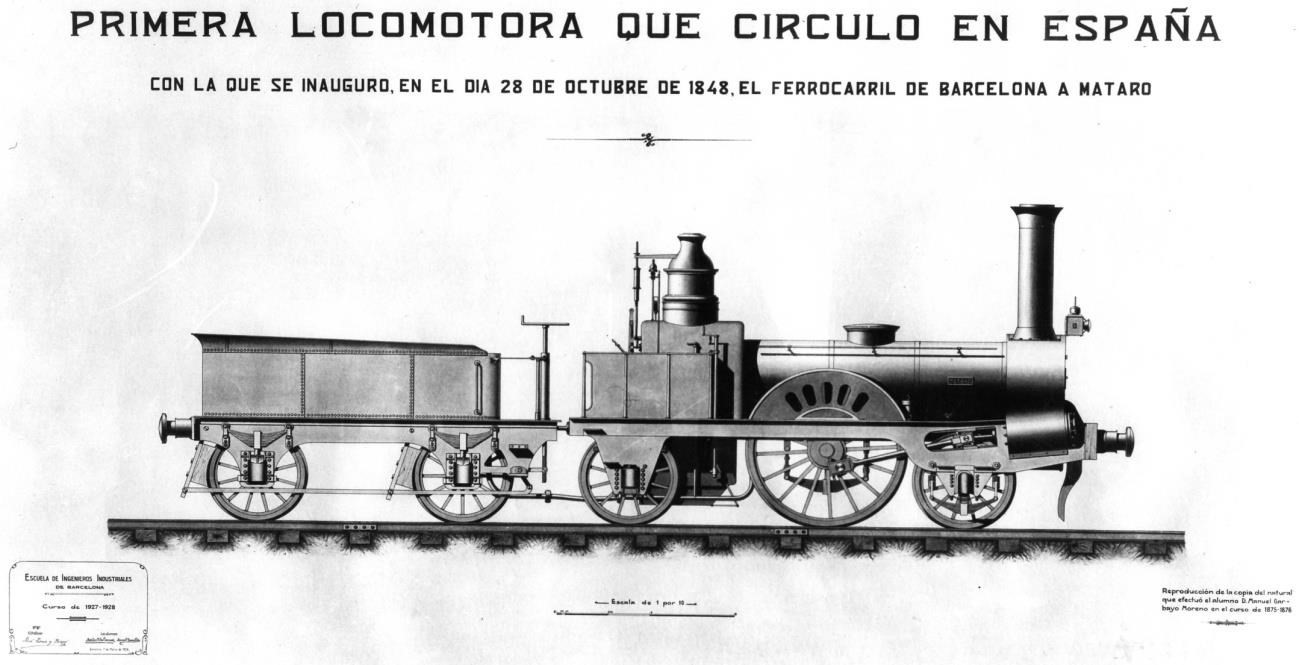
Locomotora Mataró. Dibuix d'en Manuel Garbayo. Escola d'Enginyers Industrials de Barcelona.

Els primers exemplars britànics van ser construïts a Crewe Works el 1845 per al GJR i a partir de 1846 pel successor del GJR, el London and North Western Railway (LNWR), amb una disposició de rodes 1-1-1 per a classes de passatgers i 1-2-0 per a mercaderies. La primera d'aquestes locomotores GJR 1-1-1, Columbine, es conserva al Museu de la Ciència de Londres. Portava el número 49 al GJR, i va ser retirada del servei el 1902 pel LNWR, a on portava el número 1868.
Per al servei de tracció del Ferrocarril de Barcelona a Mataró la companyia va encarregar el 1847 a la companyia anglesa Jones & Potts quatre locomotores d'aquest tipus anomenades "Cataluña", "Barcelona", "Besos" i "Mataró". Van ser retirades als voltants de 1880.
Aquests dissenys van ser àmpliament copiats per altres ferrocarrils tant al Regne Unit com a l'estranger durant les dècades de 1850 i 1860.